# Virgen de Canchillas
La Virgen de Canchillas o  Santísima Virgen de Canchillas es una advocación de la Virgen María que es venerada por la población del departamento de Santa Catalina, su oratorio se encuentra en el paraje denominado Canchillas, en la provincia de Jujuy, Argentina. Su fiesta se celebra el 15 de agosto, fiesta de la Asunción de María.
La imagen original es pequeña y sencilla, de unos 38 cm de altura, realizada en yeso y representativa de la Asunción de María.